# Царичина
Царичина (болг. Царичина) — село в Болгарии. Находится в Софийской области, входит в общину Костинброд. Население составляет 95 человек (2022).

## Политическая ситуация
В местном кметстве Градец, в состав которого входит Царичина, должность кмета (старосты) исполняет Христина Гюрова Иванова (Демократы за сильную Болгарию (ДСБ)) по результатам выборов правления кметства.
Кмет (мэр) общины Костинброд — Красимир Вылов Кунчев (Болгарская социалистическая партия (БСП)) по результатам выборов в правление общины.